# Президент Сенату Чехії
Голова Сенату Чеської Республіки (чеськ. Předseda Senátu České republiky) є головуючим у Сенаті Чеської Республіки, верхній палаті Парламенту Чеської Республіки, а також другою найвищою посадовою особою Чеської Республіки, після Президента Чеської Республіки.
Ця посада передбачена статтею 29 Конституції Чеської Республіки. Сенат обирає одного зі своїх членів на посаду президента на початку кожного нового терміну, або коли посада є вакантною.
Звичайно, найсильніша фракція у Сенаті отримує свого Президента.